# Rohanův kříž
Rohanův kříž je nepříliš známá vyhlídka v Karlových Varech s výhledem na Krušné hory a převážnou část města. Původní kříž pocházel z roku 1878 a byl zde vztyčen na vyjádření díků lázeňskému hostu knížeti Rohanovi.

## Historie

### Kníže Rohan a Karlovy Vary
Kříž byl vztyčen jako poděkování vzácnému lázeňskému hostu z rodu Rohanů, proslulému lidumilu a mecenáši knížeti Camilu Rohanovi – celým jménem Camil Josef Idesbald Filip Rohan (1800–1892). Pokud se historické údaje nemýlí, kníže navštívil Karlovy Vary za účelem léčení 57krát a  tímto počtem zde držel sto let prvenství v návštěvnosti lázní. Poprvé přijel 25. června 1833 (ještě jako princ) a město mu učarovalo. Poslední pobyt uskutečnil v roce 1891. Nejčastěji bydlel v domě Zlatý elefant. Jeho procházky karlovarskými lázeňskými lesy zde připomíná Rohanův kříž, ke kterému vede Rohanova stezka.
Vytvoření a umístění kříže v roce 1878 financovala neteř knížete.
Z novější historie je zpráva o roku 2014, kdy kříž poškodili vandalové; přerazili litinový artefakt a ukradli sošku Ježíše. V roce 2015 byl opraven.

## Popis
Kříž je umístěn v lázeňských lesích na malém pahorku nad Sokolským vrchem mimo hlavní lázeňské trasy v nadmořské výšce 496 m n. m. Místo je opomíjené a málo navštěvované, přestože se odsud nabízí netypický pohled karlovarských vyhlídek. Kromě výhledu na Krušné hory a nejsevernější oblast lázní je to i výhled na pravobřežní část Karlových Varů a část Drahovic.
Po opravě z roku 2015 se podoba kříže oproti původnímu změnila. Nový byl zhotoven z dubového dřeva a o výrobu se postarala příspěvková organizace Lázeňské lesy Karlovy Vary. Novou sošku odlil výtvarník Jindřich Kovařík. Opraven byl i podstavec pod křížem.